# Tentativas de assassinato de Volodymyr Zelensky

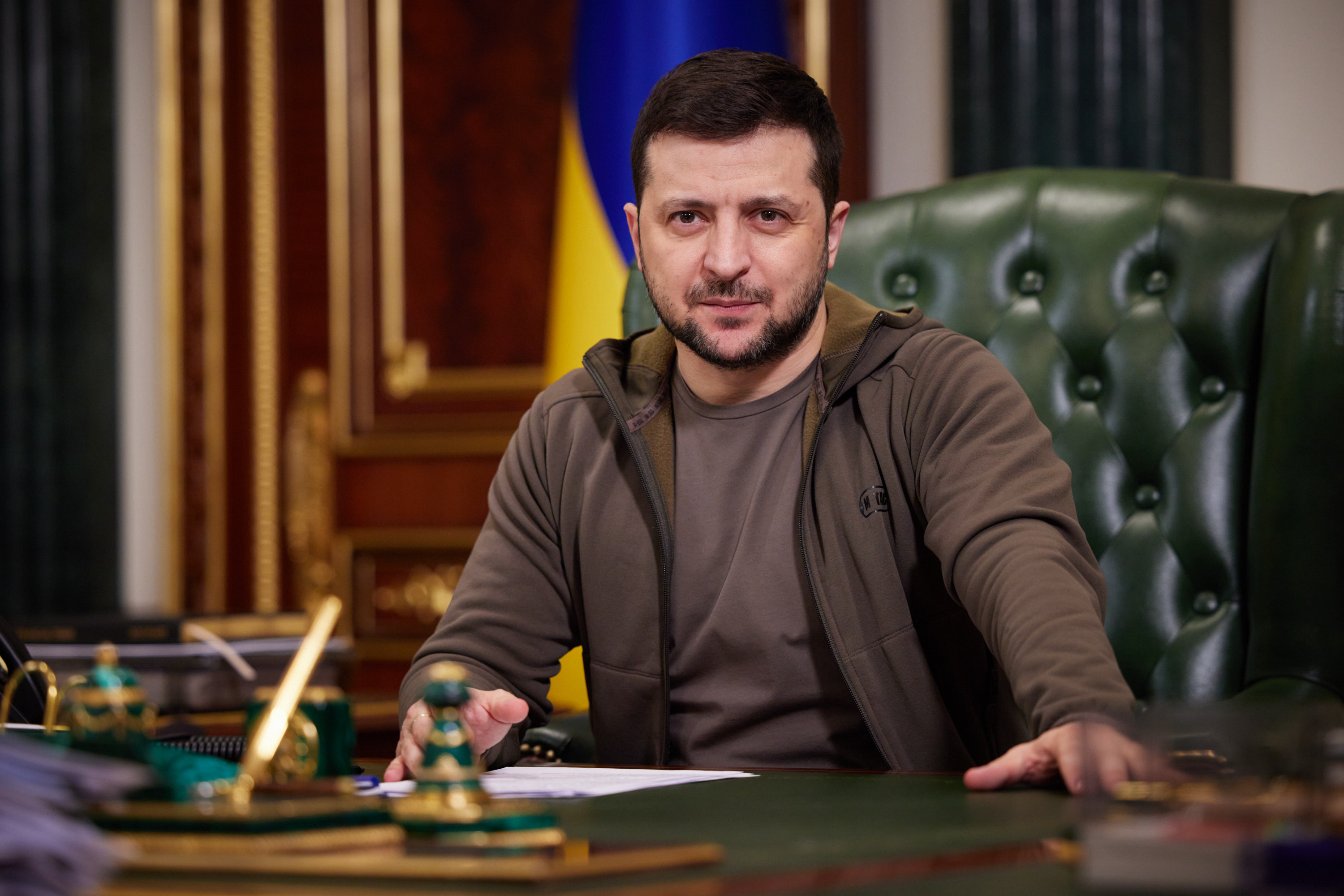
Volodymyr Zelensky faz discurso enquanto permanece abrigado em seu gabinete durante o conflito.

As tentativas de assassinato do presidente ucraniano Volodymyr Zelensky podem ter ocorrido desde o início da invasão russa da Ucrânia em março de 2022. Segundo fontes oficiais do governo ucraniano, todas as tentativas foram reveladas e evitadas antes de que Zelensky sofresse algum tipo de risco.

## Precedentes
A fim de efetivamente e rapidamente acabar com a invasão russa da Ucrânia, foi planejado que grupos especiais inimigos entrariam na capital ucraniana e destruiriam a liderança da Ucrânia e pessoalmente o presidente Volodymyr Zelensky.

A principal intenção da Rússia é remover a principal liderança do país, criar pânico máximo e tentar estabelecer seu próprio governo fantocheOriginal (em ucraniano): Ключовий намір Росії — прибрати найвище керівництво країни, створити максимальну паніку та спробувати встановити свою маріонеткову владу— Mikhail Podoliak, conselheiro do chefe do presidênte da Ucrânia . (em ucraniano)
Para cumprir essa tarefa no início de fevereiro de 2022, Vladimir Putin, durante uma reunião pessoal, instruiu o chefe da Chechênia Ramzan Kadyrov a formar um grupo de ataque liderado por seu assistente no bloco de poder Danylo Martinov. A tarefa dos chechenos era limpar Kiev, eliminar fisicamente e impedir o trabalho preventivo dos líderes ucranianos. O grupo foi incluído no grupo de forças da Rosguard do Distrito Militar Oriental implantado na Bielorrússia, que em 24 de fevereiro, como parte de uma coluna de mais de 250 unidades e mais de 1.5 mil pessoas (militares e paramilitares), começaram a invadir a Ucrânia na direção de Kiev.
O Grupo Wagner e a polícia privada também estiveram envolvidos. Para fazer isso, eles voaram da África cinco semanas antes da guerra com a missão de decapitar o governo de Zelensky em troca de um bom bônus financeiro. Assim, mais de 400 mercenários russos se encontraram em Kiev para cumprir a ordem do Kremlin de assassinar o presidente Volodymyr Zelensky e membros do governo e preparar o terreno para que Moscou assumisse o controle. Para fazer isso, sabotadores russos tentaram invadir o bairro do governo em Kiev.

## Tentativas de assassinato
Segundo o The Times, dois grupos diferentes foram enviados para assassinar o líder ucraniano Volodymyr Zelensky em Kiev desde que a invasão russa da Ucrânia começou em fevereiro-março de 2022. Por duas vezes, mercenários da APC pró-Kremlin de Wagner tentaram assassinar o presidente. No entanto, em Kiev, eles sofreram perdas durante suas tentativas e ficaram surpresos com a precisão com que os ucranianos previram suas ações. Uma fonte próxima ao grupo disse que a inteligência de segurança de Zelensky se tornou "assustadora para eles".
Além disso, no sábado, 26 de fevereiro de 2022, uma tentativa de assassinato foi impedida nos arredores de Kiev por um grupo de mercenários chechenos que foram liquidados. Assim, após o reconhecimento com o uso de UAVs, as Forças Armadas da Ucrânia infligiram um golpe devastador em duas localidades de Kadyrovites na área de Gostomel, em consequência do qual, segundo o Estado-Maior das Forças Armadas, o comandante do 141ª  regimento motorizado dos guardas chechenos russos Magomed Tushayev foi morto.
Segundo o assessor do chefe do presidente da ucrânia Mykhailo Podoliak, o presidente Volodymyr Zelensky já sobreviveu a mais de dez tentativas contra sua vida. A informação operacional está constantemente sendo confirmada de que existem alguns mercenários que querem entrar no trimestre do governo. Mas eles ainda estão sendo eliminados nas abordagens.